# Philodendron cordatum
Philodendron cordatum är en kallaväxtart som beskrevs av Carl Sigismund Kunth och Heinrich Wilhelm Schott. Philodendron cordatum ingår i släktet Philodendron och familjen kallaväxter. Inga underarter finns listade.